# Заєць Микола Мартинович
За́єць Мико́ла Марти́нович (нар.1902, Миргород, Полтавська губернія, Російська імперія — пом. квітень-травень 1938) — український репресований бандурист.

## Біографія
Микола Заєць був учасником Харківської, Шишаківської та Миргородської капел бандуристів, згодом керівником гуртка бандуристів при 225 стрілецькому полку. З 1818 по 1923 рр. служив у військових формаціях УНР.
Уперше заарештовано за звинуваченнями в «економічному саботажі». Проходив у справі Борця І. О. Удруге був заарештований 27 січня 1938 року як «керівний учасник контрреволюційної націоналістичної організації, створеної за завданням польської розвідки на теренах Лубенського та Чернуховського районах Полтавської області» по справі № 11924. Засуджений Особливою трійкою при УНКВС Полтавської обл. 21-23.03.1938 р. за ст. ст. 54-6, 54-10 ч. 1, 54-11 КК УРСР до розстрілу. Відомості стосовно виконання вироку суперечливі. За інформацією з архівів Служби безпеки України, вирок був виконаний у квітні-травні 1938 року.
Реабілітований Військовим трибуналом Київського військового округу 12 березня 1959 року.